# Floridosentis
Floridosentis is een geslacht in de taxonomische indeling van de haakwormen, ongewervelde en parasitaire wormen die meestal 1 tot 2 cm lang worden. De worm behoort tot de familie Neoechinorhynchidae. Floridosentis werd in 1953 beschreven door Ward.